# أوليفر أكوا
أوليفر أكوا (بالإنجليزية: Oliver Acquah)‏ هو لاعب كرة قدم غاني في مركز الدفاع، ولد في 22 مارس 1946 في أكرا في غانا. شارك مع منتخب غانا لكرة القدم. أما مع النوادي، فقد لعب مع أشانتي كوتوكو.

## وصلات خارجية
- أوليفر أكوا على موقع الاتحاد الدولي (مؤرشف)  (الإنجليزية)
- أوليفر أكوا على موقع قاعدة بيانات كرة القدم.إي يو (الإنجليزية)
- أوليفر أكوا على موقع عالم كرة القدم.نت (الإنجليزية)
- أوليفر أكوا على موقع اللجنة الأولمبية الدولية (الإنجليزية)
- أوليفر أكوا على موقع أوليمبيديا (الإنجليزية)